# Bacchisa nigroantennata
Bacchisa nigroantennata es una especie de escarabajo longicornio del género Bacchisa, tribu Astathini, subfamilia Lamiinae. Fue descrita científicamente por Breuning en 1963.

## Descripción
Mide 11,5-12 milímetros de longitud.

## Distribución
Se distribuye por Laos.